# Mona Stockhecke
Mona Stockhecke (* 11. Oktober 1983 in Hamburg) ist eine deutsche Langstreckenläuferin und Geografin.

## Werdegang
Ihr Marathondebüt gab sie bereits 2002 beim Hamburg-Marathon in einer Zeit von 3:51 Stunden. Erstmals unter 2:40 Stunden lief sie am 28. Oktober 2012 beim Frankfurt-Marathon, für den sie 2:38,18 h benötigte. Am 21. April 2013 lief sie den Hamburg-Marathon in 2:36,50 h und sie wurde im September beim 10-km-Straßenlauf Dritte bei den Deutschen Leichtathletik-Meisterschaften in Bobingen.
Den am 6. April 2014 stattgefundenen Zürich-Marathon gewann sie in einer Zeit von 2:34,04 h, was gleichzeitig auch die Qualifikation für den Marathonlauf bei den Leichtathletik-Europameisterschaften 2014 bedeutete, wo sie mit 10:30 min Rückstand auf die Siegerin mit 2:35,44 h den 22. Rang belegte.
2015 wurde sie mit einer Zeit von 2:33:54 h Zwölfte beim Frankfurt-Marathon, was gleichzeitig auch die Deutsche Vizemeisterschaft im Marathonlauf bedeutete.
Bei den Deutschen Leichtathletik-Meisterschaften 2016 gewann sie in der Mannschaftswertung zusammen mit Jana Sussmann und Agata Strausa den 10-km-Straßenlauf. Sie wurde Zweite im Marathon und konnte mit Denise Hoffmann und Nadine Hoffmann die Marathon-Mannschaftswertung gewinnen
Beim Hamburg-Marathon wurde sie im April 2017 in 2:36:36 h Achte. Im September bei den Deutschen Leichtathletik-Meisterschaften 2017 wurde sie im 10-km-Straßenlauf in der Mannschaftswertung zusammen mit Sabrina Mockenhaupt und Jana Sussmann Zweite.

## Persönliche Bestleistung
- Marathon: 2:31,30 h, 30. Oktober 2016, Frankfurt am Main